# Scotty Moore
Winfield Scott "Scotty" Moore III, född 27 december 1931 i Gadsden i Crockett County, Tennessee, död 28 juni 2016 i Nashville, Tennessee, var en amerikansk gitarrist. Han var mest känd för att tillsammans med Bill Black och DJ Fontana ha kompat Elvis Presley i början av dennes karriär, i gruppen Blue Moon Boys.
Scotty Moore invaldes i Rock and Roll Hall of Fame år 2000. Han valdes in i Memphis Music hall of fame 2015. Eftersom han var så sjuk tog Keith Richards emot utmärkelsen i hans namn.
"Jag började med akustisk gitarr, sedan hörde jag Scotty Moore och satsade på elektrisk. Han öppnade musikaliska möjligheter genom sättet han jobbade med Bill Black, och Elvis, förstås. Det var startskottet för mig och en massa killar." (Keith Richards)

## Diskografi i urval

### Med Elvis Presley
- 1956 – Elvis Presley
- 1957 – Loving You
- 1957 – Elvis' Christmas Album
- 1958 – King Creole
- 1959 – A Date with Elvis
- 1960 – Elvis Is Back!
- 1961 – Something for Everybody
- 1961 – Blue Hawaii
- 1962 – Pot Luck with Elvis
- 1962 – Girls! Girls! Girls!
- 1963 – Fun in Acapulco
- 1964 – Roustabout
- 1965 – Elvis for Everyone!
- 1968 – NBC TV-Special

### Med Jerry Lee Lewis
- 1976 – Original
- 1989 – Classic
- 1993 – All Killer, No Filler: The …
- 2002 – Rockin’ the Blues: 25 Great Sun …

### Med Carl Perkins
- 1970 – EP Express
- 1992 – 706 ReUnion: A Sentimental Journey

### Med Bill Black Combo, D.J. Fontana, Keith Richards, Ron Wood m.fl.
- 1997 – All the King’s Men

### Med andra artister
- Lee Rocker – Big Blue (1994)
- Steve Ripley & the Tractors – Farmers in a Changing World (Arista, 1998)
- Ron Wood – Not for Beginners (2002)
- Alvin Lee – In Tennessee (2004)